# 1-Heksyn
1-Heksyn – organiczny związek chemiczny, węglowodór nienasycony z grupy alkinów. Pochodna heksanu z jednym wiązaniem potrójnym w pozycji 1 (pomiędzy atomami 1 i 2 łańcucha węglowego). Posiada dwa izomery: 2-heksyn (CH
3C≡C(CH
2)
2CH
3) i 3-heksyn (CH
3CH
2C≡CCH
2CH
3).